# Michael Pearce (Autor)
Michael Pearce (* 23. Juli 1933 in Ägypten; † 2022) war ein englischer Schriftsteller.

## Leben
Als während der Sudankrise der Kolonialadministrator John Loader Maffey nach Kairo geschickt wurde um Geoffrey Francis Archer abzulösen, wurde auch der Vater von Pearce, ein Verwaltungsbeamter, nach Kairo geschickt. Wenig später ließ dieser seine Ehefrau nachkommen.
Seine Kindheit verbrachte Pearce meistenteils in Kairo, seine Schulzeit und sein Studium absolvierte er dann in Großbritannien. Über seine Zeit während des Zweiten Weltkriegs ist kaum etwas bekannt. Während des Kalten Kriegs arbeitete Pearce als Übersetzer und Dolmetscher für Russisch für die englische Regierung.
Pearce kehrte immer wieder nach Ägypten zurück, das sich inzwischen vom Kondominium bzw. Königreich Ägypten zur Republik Ägypten entwickelt hatte. Beruflich war Pearce Mitglied einiger Delegationen von Amnesty International und bereiste in dieser Funktion ebenfalls mehrere Male den Nahen Osten.

## Rezeption
Schwerpunkt seines literarischen Werks sind historische Kriminalromane. Der Literaturkritiker Claude Mesplède (1939–2018) lobte in seiner Literaturgeschichte Pearce’ detaillierte Beschreibung von Ägyptens Kultur und Geschichte.
Mit dem Roman Mamur Zapt and the return of the carpet begründete Pearce seine Reihe mit dem Protagonisten Garreth Owen genannt „Mamur Zapt“, einem ehemaligen Armeeoffizier der in Kairo den britischen Inlandsgeheimdienst leitet. Hier flossen viele autobiographische Erlebnisse aus Ägypten in die Romane mit ein. Im Original hat die Reihe 19 Bände, ins Deutsche wurde aber bisher (2021) nur vier davon übersetzt.
Mit seinem zweiten Protagonisten – Sandor Seymor, Mitarbeiter von New Scotland Yard, Special Branch – war Pearce kaum weniger erfolgreich. Sandor Seymor wird regelmäßig um den Ersten Weltkrieg vom Foreign and Commonwealth Office bei internationalen Problemen angefordert. Weniger erfolgreich war sein dritter „Held“, Dmitri Kameron, der es auf nur zwei Abenteuer brachte und auch literarisch wie auch finanziell bei weitem nicht an den „Mamur Zapt“ oder „Sandor Seymor“ heranreichte.

## Werke (Auswahl)
Mamur Zapt.
1. The Mamur Zapt and the return of the carpet. 1988.
2. The Mamur Zapt and the night of the dog. 1989.
3. The Mamur Zapt and the donkey-vous. 1990.
Verschwörung am Nil. 2000.
4. The Mamur Zapt and the men behind. 1991.
5. The Mamur Zapt and the girl in the Nile. 1992.
6. The Mamur Zapt and the spoils  of Egypt. 1992.
Die Schätze des Pharao. 2000.
7. The Mamur Zapt and the camel of destruction. 1993.
8. The snake catcher's daughter. 1994.
9. The Mingrelian conspiration. 1995.
10. The fig tree murder. 1997.
Im Schatten des Feigenbaumes. 2001.
11. The last cut. 1998.
Die Braut des Nil. 2001.
12. Death of an Effendi. 1999.
13. A cold touch of ice. 2000.
14. The face in the cemetery. 2001.
15. The point in the market. 2003.
16. The mask of the Pasha. 2008.
17. The bride box. 2013.
18. The mouth of the crocodile. 2015.
19. The women of the South. 2016.

Sandor Seymor.
1. A dead man in Trieste. 2004.
2. A dead man in Istanbul. 2005
3. A dead man in Athens. 2006.
4. A dead man in Tanger. 2007.
5. A dead man in Barcelona. 2008
6. A dead man in Naples. 2009.
7. A dead man in Malta. 2010.

Dmitri Kameron
1. Dmitri and the milk-drinker. 1997.
2. Dmitri and the one-legged lady. 1999.